# Валяда бінт аль-Мустакфі
Валяда бінт аль-Мустакфі (араб. ولادة بنت المستكفي; Кордова, 994 або 1001 — 26 березня 1091) — андалузька поетеса та дочка омейядського халіфа Мухаммеда III Кордовського.

## Раннє життя
Валяда була дочкою Мухаммеда III Кордовського, одного з останніх кордовських омейядських правителів, який прийшов до влади в 1024 році після вбивства попереднього правителя Абдаррахмана V, і якого самого було вбито через два роки в Уклесі. Вважається, що її мати була іберійською християнською рабинею. Її раннє дитинство було під час високого періоду Кордовського халіфату під правлінням Аль-Мансура ібн Абі Аміра. Її юнацькі роки припали на бурхливий період після утвердження при владі сина Аміра, Абдаррахмана ібн Санчула, який у своїх спробах захопити владу від Гішама II привів халіфат до громадянської війни.
Оскільки Мухаммед III не мав спадкоємця чоловічої статі, деякі вчені припускають, що Валяда могла успадкувати його майно і використати його для створення своєрідного літературного салону в Кордобі. Там вона була наставницею для поетів та поетес, особливо жінок, з усіх соціальних класів, від знатного походження до рабинь, куплених самою Валядою. Деякі з великих поетів та інтелектуалів того часу також були присутні у її салоні.

## Образ і мистецтво
Валяда мала репутацію людини розуму, спритності, красномовства та глибоких знань. Вона також була дещо суперечливою, виходячи на публіку без чадри. Її поведінка була розцінена місцевими імамами як збочена і була різко критикована, але вона також мала багато людей, які захищали її, наприклад Ібн Хазм, відомий автор «Персня голуба». Валяда отримала визнання за свої поетичні здібності, особливо як жінка в сфері, де домінували чоловіки. Одним із прикладів творчості та сміливого характеру Валляди є її «Ана Валлах Аслух Лілмалі» («Я, Богом дана, гідна високих посад»), вірші якої вона вишила золотом на облямівці своєї сукні. Вірш написаний вафірним розміром (один із класичних арабських поетичних розмірів).
Шаблон:Verse transliteration-translation
Поезія Валяди написана вільним віршем, рідкісним на той час.
Збереглося лише дев'ять віршів Валяди. Вісім із них розповідають про її стосунки з Ібн Зайдуном. Дев'ята натякає на свободу та незалежність Валяди.
Валяда відома як «арабська Сапфо».

## Відносини з Ібн Зайдуном
Тогочасний кордовський звичай полягав у тому, що поети змагалися у дописуванні незавершених віршів. Саме під час одного з таких поетичних змагань Валяда познайомилася з Ібн Зайдуном. Зайдун також був поетом і аристократом, який робив виважені політичні кроки в напрямку Кордови. Через це, а також через зв'язки Зайдуна з Бану Яхвар — суперниками її власного клану Омейядів — їхні стосунки були суперечливими і повинні були залишатися таємницею.
Більшість із дев'яти віршів, що збереглися від Валяди, були написані про їхні стосунки, які, очевидно, закінчилися за спірних обставин. Написані як листи між двома закоханими, вірші виражають ревнощі, ностальгію, а також бажання возз'єднатися. Інші висловлюють обман, печаль і докір. П'ятий — гостра сатира, спрямована проти Зайдуна, якого вона звинувачує, серед іншого, у тому, що він має коханок. В одній з публікацій було висловлено припущення, що їхні стосунки розірвалися через роман Зайдуна з «чорною коханкою». Дехто каже, що коханкою була дівчина-рабиня, яку Валяда купила і виховала як поетесу, як вона сама припускає, тоді як інші припускають, що це міг бути чоловік. Третя можливість полягає в тому, що вірш був написаний відповідно до часу, оскільки зрада з чорношкірим коханцем була поширеною темою в арабській поезії.
Після розриву із Зайдуном Валяда почала зустрічатися з візиром Ібн Абдусом, який був одним із головних політичних суперників Зайдуна. Абдус, який був повністю закоханий у Валяду, врешті-решт захопив майно Зайдуна і ув'язнив його. Незабаром після цього Валяда переїхала до палацу візира, і хоча вона так і не вступила з ним у шлюб, він залишався поруч з нею до самої смерті, коли йому було вже далеко за вісімдесят.

## У масовій культурі
Ім'я Валяди з'являється на Поверсі спадщини арт-інсталяції Джуді Чікаго «Вечірка».
У відеогрі Crusader Kings III вона з'являється як ігровий персонаж, якщо грає з доповненням Roads To Power під ім'ям «Mistress Wallada Umayyad». У грі вона зображена як остання з династії Омейядів і отримує унікальний артефакт під назвою Подвійний місячний том, книгу віршів, але має унікальну рису «Фіолетовий поет».

## Подальше читання
- Dozy, R. P. Historia de los musulmanes en España . Madrid, Turner, 1988.
- Garulo, T. Diwan de las poetisas andaluzas de Al-Andalus. Madrid, Ediciones Hiperión, 1985.
- López de la Plaza, G. Al-Andalus: Mujeres, sociedad y religió. Málaga, Universidad de Málaga, 1992.
- Sobh, M. Poetisas arábigo-andaluzas. Granada, Diputación Provincial, 1994.